# His Musical Career
His Musical Career (Charlot domina el piano) es un cortometraje estadounidense  estrenado el 7 de noviembre de 1914. Contó con dirección y actuación de Charles Chaplin. 

## Reparto
- Charles Chaplin: Charlot, transportista de pianos.
- Mack Swain: Mike.
- Charley Chase (como Charles Parrott): gerente del negocio de pianos.
- Fritz Schade:[2] el Sr. Rico.
- Cecile Arnold: la Sra. de Rico.
- Frank Hayes:[3] el Sr. Pobre.

## Sinopsis
A Charlot y a su compañero les encomiendan entregar un piano y retirar otro. Confunden las direcciones y tratan de ejecutar la tarea aun contra la voluntad de los propietarios, hasta que el piano se les cae a la calle por una ventana.

## Crítica
Las dificultades de trasladar un piano en carro y la mayoría de los gags asociados a ello se verían años después en la película de Laurel y Hardy The Music Box (1932). Si bien His Musical Career no explota toda la profundidad de la situación, hay algunos momentos divertidos, en especial en cuanto al pobre animal que arrastra un carro que está lleno de gente y lleva, además, un piano, así como el de Charlot manipulando solo el piano. 